# لوتس جاز
لوتس جـاز (بالإنجليزية: Lotus Jazz)‏ عبارة عن مجموعة كاملة من برامج معالجة النصوص وجداول البيانات وقاعدة البيانات والرسومات والاتصال المصممة لنظام التشغيل ماكنتوش 512K [الإنجليزية]

تَمَّ إصدارهُ في عام 1985 وتم بيعه بالتجزئة بمبلغ 595 دولارًا أمريكيًا (ما يعادل 1499 دولارًا أمريكيًا في عام 2021).
كان جدول بيانات لوتس 1-2-3 يُعتبر بأنه أفضل من لوتس جاز لأجهزة كمبيوتر آي بي إم الشخصية الموجهة للأعمال، موجه لماكنتوش. مع الشعار «تم اختراع البرنامج من أجل ماكنتوش»، وتم الترويج له على التلفزيون بتكلفة كبيرة، لاقى قبولًا سيئًا من قبل المراجعين والمستهلكين وأصبح فاشلاً للغاية. في عام 1988 كان لوتس على وشك إطلاق نسخة محسنة مثل Modern Jazz، ولكن تم إلغاء المشروع.

## استقبال

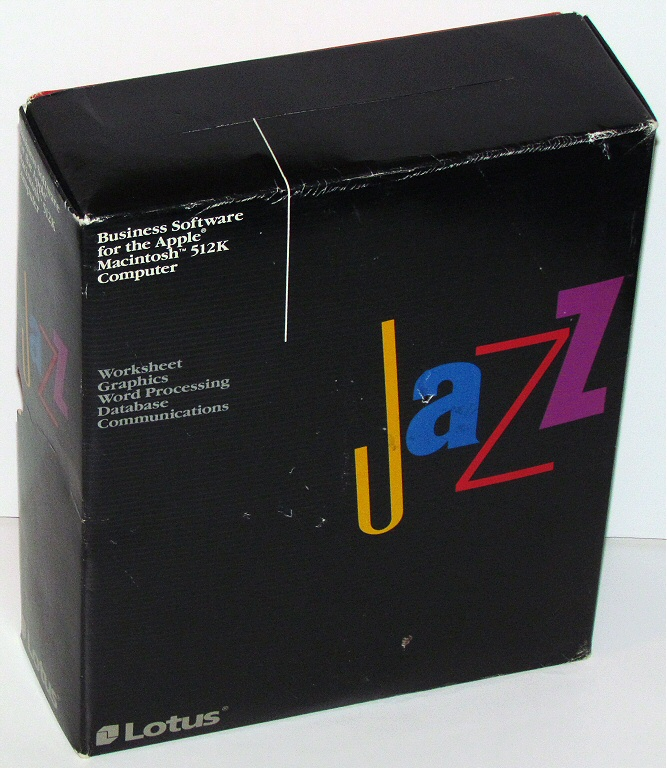
صورة لمُنتج لوتس جاز في علبته الخاصـة

في مراجعة لـ عالم ماك ‏ في عام 1985، كتب جوردون ماكومب، «إنه مدروس جيدًا، ولكنه يحتوي على نقاط قوة ونقاط ضعف.» وأشار إلى الميزات المفقودة، مثل وحدات الذاكرة، والنوافذ المنقسمة، وربط جداول البيانات معًا. وأشار إلى العمل ضمن قيود التخزين الضيّق باعتباره عيبًا كبيرًا:
في عام 2014، قال الشريك المؤسس لشركة لوتس سوفتوير ميتش كابور: